# Maffeis
Maffeis is een historisch motorfietsmerk.
De bedrijfsnaam was Fratelli Maffeis, later Enrico Torinelli, Milano.
Volgens geruchten zouden de gebroeders Maffeis al in 1895 een rijwiel met hulpmotor hebben gebouwd. De eerste Maffeis-motorfietsen uit 1903 hadden Saroléa-2¼ pk-blokken, maar later bouwde Bernardo Maffeis ook 348 cc eencilinders en V-twins. In de jaren twintig concentreerde hij zich op 248-, 348- en 496 cc-modellen met Blackburne zij- en kopklepmotoren. Rond 1935 werd de productie gestaakt.

## Miro Maffeis
Miro Maffeis was beroemd als coureur. Al in de jaren tien specialiseerde hij zich in board track races. In die tijd waren wedstrijden op houten wielerbanen populair, ook in Europa, omdat ze het publiek de mogelijkheid gaven de wedstrijd van nabij te volgen. Gewone circuits waren er nog niet, en de bij lange-afstandsraces flitsten de machines eenmaal voorbij. In de jaren twintig ging Miro zich meer bezighouden met betrouwbaarheidsritten, maar ook met terreinwedstrijden en wegraces. Hij werd als fabrieksrijder door Bianchi afgevaardigd naar de 350cc Junior TT van 1926 maar eindigde slechts als 20e. De Board tracks en de lange afstandswedstrijden, zoals Milaan-Napels, de Circuito del Lario en de Targa Florio reed hij vaak met een Indian.